# Copa del Rey de 2017–18
A Copa del Rey de 2017–18 foi a 114.ª edição dessa competição espanhola de futebol organizada pela RFEF, iniciada em 30 de agosto de 2017, com término em 21 de abril de 2018.
O Futbol Club Barcelona sagrou-se vencedor da competição.

## Participantes
A 114ª Copa do Rei conta com 83 times das 4 principais divisões espanholas. As equipes participantes foram:
| Competição       | Equipes              | Equipes             | Equipes             | Equipes                   |
| ---------------- | -------------------- | ------------------- | ------------------- | ------------------------- |
| La Liga          | Alavés               | Athletic Bilbao     | Atlético de Madrid  | Barcelona                 |
| La Liga          | Betis                | Celta de Vigo       | Eibar               | Espanyol                  |
| La Liga          | Granada              | Deportivo La Coruña | Las Palmas          | Leganés                   |
| La Liga          | Málaga               | Osasuna             | Real Madrid         | Real Sociedad             |
| La Liga          | Sevilla              | Sporting de Gijón   | Valencia            | Villarreal                |
| Segunda Divisão  | Alcorcón             | Almería             | Cádiz               | Córdoba                   |
| Segunda Divisão  | Elche                | Getafe              | Gimnàstic           | Girona                    |
| Segunda Divisão  | Huesca               | Levante             | Lugo                | Mallorca                  |
| Segunda Divisão  | Mirandés             | Numancia            | Rayo Vallecano      | Real Oviedo               |
| Segunda Divisão  | Reus Deportiu        | Tenerife            | UCAM Murcia         | Valladolid                |
| Segunda Divisão  | Zaragoza             |                     |                     |                           |
| Terceira Divisão | Albacete             | Alcoyano            | Atlético Baleares   | Badalona                  |
| Terceira Divisão | Cartagena            | Cultural Leonesa    | Fuenlabrada         | Hércules                  |
| Terceira Divisão | Leioa                | Lleida Esportiu     | UD Logroñés         | Lorca                     |
| Terceira Divisão | Mabella              | Melilla             | Mérida              | Ponferradina              |
| Terceira Divisão | Pontedevra           | Racing Ferrol       | Racing de Santander | Rayo Majadahonda          |
| Terceira Divisão | Real Murcia          | Real Unión          | Toledo              | Villanovense              |
| Quarta Divisão   | Antequera            | Arcos               | Beti Kozkor         | Cacereño                  |
| Quarta Divisão   | Calahorra            | Durango             | Formentera          | Gimnastica de Torrelavega |
| Quarta Divisão   | Gimnastica Segoviana | Lorca Deportiva     | Olímpic de Xàtiva   | Olot                      |
| Quarta Divisão   | Peña Sport           | Real Avilés         | San Fernando        | Talavera de La Reina      |
| Quarta Divisão   | Tarazona             | Unión Adarve        |                     |                           |

## Calendário
| Rodada           | Data                                        | Jogos | Clubes  | Novas entradas                                                    |
| ---------------- | ------------------------------------------- | ----- | ------- | ----------------------------------------------------------------- |
| Primeira fase    | 30 de agosto de 2017                        | 18    | 36 → 18 | Equipes das Segunda División B 2016-17 e Tercera División 2016-17 |
| Segunda fase     | 05 – 07 de setembro de 2017                 | 22    | 44 → 22 | Equipes da Segunda División 2016-17                               |
| Terceira fase    | 19 – 21 de setembro de 2017                 | 11    | 22 → 11 | Equipes da Segunda División 2016-17                               |
| Quarta fase      | 24 de outubro – 26 de outubro de 2017       | 32    | 32 → 16 | Equipes da La Liga de 2016–17                                     |
| Quarta fase      | 28 de novembro – 30 de novembro de 2017     | 32    | 32 → 16 | Equipes da La Liga de 2016–17                                     |
| Oitavas-de-final | 03 – 04 de janeiro de 2018 - Jogos de Ida   | 8     | 16 → 8  | Nenhum                                                            |
| Oitavas-de-final | 10 – 11 de janeiro de 2018 - Jogos de Volta | 8     | 16 → 8  | Nenhum                                                            |
| Quartas-de-Final | 17 – 18 de janeiro de 2018 - Jogos de Ida   | 4     | 8 → 4   | Nenhum                                                            |
| Quartas-de-Final | 23 – 25 de janeiro de 2018 - Jogos de Volta | 4     | 8 → 4   | Nenhum                                                            |
| Semifinal        | 31 de janeiro de 2018 - Jogos de Ida        | 2     | 4 → 2   | Nenhum                                                            |
| Semifinal        | 07 de fevereiro de 2018 - Jogos de Volta    | 2     | 4 → 2   | Nenhum                                                            |
| Final            | 21 de abril de 2018 - Jogo único            | 1     | 2 → 1   | Nenhum                                                            |

## Fases iniciais

### Primeira fase
Em negrito as equipes que passaram de fase.
| Equipe 1                  | Resultado   | Equipe 2            |
| ------------------------- | ----------- | ------------------- |
| Talavera de la Reina      | 1–0         | Toledo              |
| Rayo Majadahonda          | 0–1         | Unión Adarve        |
| Ponferradina              | 2–0         | Rápido de Bouzas    |
| Gimnastica Segoviana      | 2–0         | Pontevedra          |
| UD Logroñés               | 4–0         | Real Avilés         |
| Gimnastica de Torrelavega | 0–3         | Durango             |
| CD Calahorra              | 1–0         | Real Unión          |
| Peña Sport                | 1–2         | Mirandés            |
| Leioa                     | 2–1         | Racing de Santander |
| Badalona                  | 2–2 (1-3 p) | Elche               |
| Formentera                | 1–1 (5-4 p) | Tarazona            |
| Olímpic de Xàtiva         | 1–1 (4-5 p) | Olot                |
| Cartagena                 | (2–1 pro)   | UCAM Murcia         |
| Real Murcia               | 3–1         | Cacereño            |
| Antequera                 | 2–0         | Arcos               |
| Lorca Deportiva           | 3–1         | Villanovense        |
| San Fernando              | (1–2 pro)   | Marbella            |
| Lleida Esportiu           | 1–0         | Melilla             |

### Segunda fase
Em negrito as equipes que passaram de fase.
| Equipe 1               | Resultado      | Equipe 2             |
| ---------------------- | -------------- | -------------------- |
| Elche                  | (3–2 pro.)     | Durango              |
| Olot                   | 1–0            | Alcoyano             |
| Real Murcia            | 4–1            | Racing de Ferrol     |
| Mallorca               | 0–0 (3–4 p)    | Lleida Esportiu      |
| Talavera de la Reina   | 3–1            | Antequera            |
| Fuenlabrada            | 2–0            | Mérida               |
| Ponferradina           | 1–0            | Atlético Baleares    |
| Marbella               | 1–2            | Gimnastica Segoviana |
| Calahorra              | (2–0 pro.)     | Leioa                |
| Cartagena              | 2–1            | Mirandes             |
| Hércules               | 1–1 (1–0 pro.) | Lorca Deportiva      |
| Logroñes               | 0–0 (8–7 p)    | Unión Adarve         |
| Albacete               | 2–2 (0–1 pro.) | Osasuna              |
| Real Zaragoza          | 3–0            | Granada              |
| Rayo Vallecano         | 0–3            | Tenerife             |
| Reus Deportiu          | 0–1            | Sporting de Gijón    |
| Gimnàstic de Tarragona | 1–1 (1–3 p)    | Lugo                 |
| Lorca                  | 2–4            | Córdoba              |
| Huesca                 | 0–2            | Real Valladolid      |
| Real Oviedo            | 0–1            | Numancia             |
| Alcorcón               | 2–4            | Cultural Leonesa     |
| Cádiz                  | 1–0            | Almería              |

### Terceira fase
Em negrito as equipes que passaram de fase.
| Equipe 1             | Resultado     | Equipe 2        |
| -------------------- | ------------- | --------------- |
| Formentera           | 2–2 (2–1 pro) | Logroñés        |
| Calahorra            | 1–3           | Fuenlabrada     |
| Gimnastica Segoviana | 0–1           | Ponferradina    |
| Real Murcia          | 3–1           | Olot            |
| Hércules             | 0–1           | Elche           |
| Talavera de la Reina | 0–0 (0–1 pro) | Cartagena       |
| Córdoba              | 1–4           | Tenerife        |
| Sporting de Gijón    | 1–1 (1–3 p)   | Numancia        |
| Real Zaragoza        | 1–0           | Lugo            |
| Cádiz                | 1–0           | Osasuna         |
| Cultural Leonesa     | 0–4           | Real Valladolid |

### Quarta fase
Em itálico, os times que possuem o mando de campo no primeiro jogo do confronto e Em negrito as equipes que passaram de fase.
| Equipe 1            | Total | Equipe 2           | 1.º jogo | 2.º jogo |
| ------------------- | ----- | ------------------ | -------- | -------- |
| Cartagena           | 0–7   | Sevilla            | 0–3      | 0–4      |
| Elche               | 1–4   | Atlético de Madrid | 1–1      | 0–3      |
| Real Murcia         | 0–8   | Barcelona          | 0–3      | 0–5      |
| Cultural Leonesa    | 2–4   | Real Madrid        | 0–2      | 2–2      |
| Lleida Esportiu     | 2–4   | Real Sociedad      | 1–3      | 1–1      |
| Ponferradina        | 1–3   | Villarreal         | 0–3      | 1–1      |
| Formentera          | 2–1   | Athletic Bilbao    | 1–2      | 0–3      |
| Zaragoza            | 1–6   | Valencia           | 0–2      | 1–4      |
| Numancia            | 3–2   | Málaga             | 2–1      | 1–1      |
| Valladolid          | 1–3   | Leganés            | 1–0      | 0–2      |
| Cádiz               | 6–5   | Betis              | 1–2      | 5–3      |
| Tenerife            | 2–3   | Espanyol           | 0–0      | 2–3      |
| Getafe              | 0–4   | Alavés             | 0–1      | 0–3      |
| Deportivo La Coruña | 4–6   | Las Palmas         | 1–4      | 3–2      |
| Girona              | 1–3   | Levante            | 0–2      | 1–1      |
| Eibar               | 1–3   | Celta de Vigo      | 1–2      | 0–1      |

## Fase final

### Esquema
|  | Oitavas de final   | Oitavas de final   | Oitavas de final   | Oitavas de final   |       |                    | Quartas de final   | Quartas de final   | Quartas de final   | Quartas de final   |  |           | Semifinais                      | Semifinais                      | Semifinais                      | Semifinais                      |         |  | Final       | Final       | Final       | Final       |
|  | 03 a 11 de janeiro | 03 a 11 de janeiro | 03 a 11 de janeiro | 03 a 11 de janeiro |       |                    | 17 a 25 de janeiro | 17 a 25 de janeiro | 17 a 25 de janeiro | 17 a 25 de janeiro |  |           | 31 de janeiro a 07 de fevereiro | 31 de janeiro a 07 de fevereiro | 31 de janeiro a 07 de fevereiro | 31 de janeiro a 07 de fevereiro |         |  | 21 de abril | 21 de abril | 21 de abril | 21 de abril |
|  |                    |                    |                    |                    |       |                    |                    |                    |                    |                    |  |           |                                 |                                 |                                 |                                 |         |  |             |             |             |             |
|  | Leganés gf         | 1                  | 1                  | 2                  |       |                    |                    |                    |                    |                    |  |           |                                 |                                 |                                 |                                 |         |  |             |             |             |             |
|  | Villarreal         | 0                  | 2                  | 2                  |       |                    |                    |                    |                    |                    |  |           |                                 |                                 |                                 |                                 |         |  |             |             |             |             |
|  | Villarreal         | 0                  | 2                  | 2                  |       | Leganés (gf)       | 0                  | 2                  | 2                  |                    |  |           |                                 |                                 |                                 |                                 |         |  |             |             |             |             |
|  |                    |                    |                    |                    |       | Leganés (gf)       | 0                  | 2                  | 2                  |                    |  |           |                                 |                                 |                                 |                                 |         |  |             |             |             |             |
|  |                    | Real Madrid        | 1                  | 1                  | 2     |                    |                    |                    |                    |                    |  |           |                                 |                                 |                                 |                                 |         |  |             |             |             |             |
|  | Numancia           | Real Madrid        | 1                  | 1                  | 2     | 0                  | 2                  | 2                  |                    |                    |  |           |                                 |                                 |                                 |                                 |         |  |             |             |             |             |
|  | Numancia           |                    |                    |                    |       | 0                  | 2                  | 2                  |                    |                    |  |           |                                 |                                 |                                 |                                 |         |  |             |             |             |             |
|  | Real Madrid        | 3                  | 2                  | 5                  |       |                    |                    |                    |                    |                    |  |           |                                 |                                 |                                 |                                 |         |  |             |             |             |             |
|  | Real Madrid        | 3                  | 2                  | 5                  |       |                    |                    |                    |                    |                    |  | Leganés   | 1                               | 0                               | 1                               |                                 |         |  |             |             |             |             |
|  |                    |                    |                    |                    |       |                    |                    |                    |                    |                    |  | Leganés   | 1                               | 0                               | 1                               |                                 |         |  |             |             |             |             |
|  |                    | Sevilla            | 1                  | 2                  | 3     |                    |                    |                    |                    |                    |  |           |                                 |                                 |                                 |                                 |         |  |             |             |             |             |
|  | Lleida Esportiu    | Sevilla            | 1                  | 2                  | 3     | 0                  | 0                  | 0                  |                    |                    |  |           |                                 |                                 |                                 |                                 |         |  |             |             |             |             |
|  | Lleida Esportiu    |                    |                    |                    |       | 0                  | 0                  | 0                  |                    |                    |  |           |                                 |                                 |                                 |                                 |         |  |             |             |             |             |
|  | Atlético de Madrid | 3                  | 4                  | 7                  |       |                    |                    |                    |                    |                    |  |           |                                 |                                 |                                 |                                 |         |  |             |             |             |             |
|  | Atlético de Madrid | 3                  | 4                  | 7                  |       | Atlético de Madrid | 1                  | 1                  | 2                  |                    |  |           |                                 |                                 |                                 |                                 |         |  |             |             |             |             |
|  |                    |                    |                    |                    |       | Atlético de Madrid | 1                  | 1                  | 2                  |                    |  |           |                                 |                                 |                                 |                                 |         |  |             |             |             |             |
|  |                    | Sevilla            | 2                  | 3                  | 5     |                    |                    |                    |                    |                    |  |           |                                 |                                 |                                 |                                 |         |  |             |             |             |             |
|  | Cádiz              | Sevilla            | 2                  | 3                  | 5     | 0                  | 1                  | 1                  |                    |                    |  |           |                                 |                                 |                                 |                                 |         |  |             |             |             |             |
|  | Cádiz              |                    |                    |                    |       | 0                  | 1                  | 1                  |                    |                    |  |           |                                 |                                 |                                 |                                 |         |  |             |             |             |             |
|  | Sevilla            | 2                  | 2                  | 4                  |       |                    |                    |                    |                    |                    |  |           |                                 |                                 |                                 |                                 |         |  |             |             |             |             |
|  | Sevilla            | 2                  | 2                  | 4                  |       |                    |                    |                    |                    |                    |  |           |                                 |                                 |                                 |                                 | Sevilla |  |             | 0           |             |             |
|  |                    |                    |                    |                    |       |                    |                    |                    |                    |                    |  |           |                                 |                                 |                                 |                                 |         |  |             | 0           |             |             |
|  |                    | Barcelona          |                    |                    | 5     |                    |                    |                    |                    |                    |  |           |                                 |                                 |                                 |                                 |         |  |             |             |             |             |
|  | Espanyol           | Barcelona          | 1                  | 2                  | 5     | 3                  |                    |                    |                    |                    |  |           |                                 |                                 |                                 |                                 |         |  |             |             |             |             |
|  | Espanyol           |                    | 1                  | 2                  |       | 3                  |                    |                    |                    |                    |  |           |                                 |                                 |                                 |                                 |         |  |             |             |             |             |
|  | Levante            | 2                  | 0                  | 2                  |       |                    |                    |                    |                    |                    |  |           |                                 |                                 |                                 |                                 |         |  |             |             |             |             |
|  | Levante            | 2                  | 0                  | 2                  |       | Espanyol           | 1                  | 0                  | 1                  |                    |  |           |                                 |                                 |                                 |                                 |         |  |             |             |             |             |
|  |                    |                    |                    |                    |       | Espanyol           | 1                  | 0                  | 1                  |                    |  |           |                                 |                                 |                                 |                                 |         |  |             |             |             |             |
|  |                    | Barcelona          | 0                  | 2                  | 2     |                    |                    |                    |                    |                    |  |           |                                 |                                 |                                 |                                 |         |  |             |             |             |             |
|  | Celta de Vigo      | Barcelona          | 0                  | 2                  | 2     | 1                  | 0                  | 1                  |                    |                    |  |           |                                 |                                 |                                 |                                 |         |  |             |             |             |             |
|  | Celta de Vigo      |                    |                    |                    |       | 1                  | 0                  | 1                  |                    |                    |  |           |                                 |                                 |                                 |                                 |         |  |             |             |             |             |
|  | Barcelona          | 1                  | 5                  | 6                  |       |                    |                    |                    |                    |                    |  |           |                                 |                                 |                                 |                                 |         |  |             |             |             |             |
|  | Barcelona          | 1                  | 5                  | 6                  |       |                    |                    |                    |                    |                    |  | Barcelona | 1                               | 2                               | 3                               |                                 |         |  |             |             |             |             |
|  |                    |                    |                    |                    |       |                    |                    |                    |                    |                    |  | Barcelona | 1                               | 2                               | 3                               |                                 |         |  |             |             |             |             |
|  |                    | Valencia           | 0                  | 0                  | 0     |                    |                    |                    |                    |                    |  |           |                                 |                                 |                                 |                                 |         |  |             |             |             |             |
|  | Las Palmas         | Valencia           | 0                  | 0                  | 0     | 1                  | 0                  | 1                  |                    |                    |  |           |                                 |                                 |                                 |                                 |         |  |             |             |             |             |
|  | Las Palmas         |                    |                    |                    |       | 1                  | 0                  | 1                  |                    |                    |  |           |                                 |                                 |                                 |                                 |         |  |             |             |             |             |
|  | Valencia           | 1                  | 4                  | 5                  |       |                    |                    |                    |                    |                    |  |           |                                 |                                 |                                 |                                 |         |  |             |             |             |             |
|  | Valencia           | 1                  | 4                  | 5                  |       | Valencia (pen)     | 2                  | 1                  | 3 (3)              |                    |  |           |                                 |                                 |                                 |                                 |         |  |             |             |             |             |
|  |                    |                    |                    |                    |       | Valencia (pen)     | 2                  | 1                  | 3 (3)              |                    |  |           |                                 |                                 |                                 |                                 |         |  |             |             |             |             |
|  |                    | Alavés             | 1                  | 2                  | 3 (2) |                    |                    |                    |                    |                    |  |           |                                 |                                 |                                 |                                 |         |  |             |             |             |             |
|  | Athletic Bilbao    | Alavés             | 1                  | 2                  | 3 (2) | 1                  | 0                  | 1                  |                    |                    |  |           |                                 |                                 |                                 |                                 |         |  |             |             |             |             |
|  | Athletic Bilbao    |                    |                    |                    |       | 1                  | 0                  | 1                  |                    |                    |  |           |                                 |                                 |                                 |                                 |         |  |             |             |             |             |
|  | Alavés             | 3                  | 2                  | 5                  |       |                    |                    |                    |                    |                    |  |           |                                 |                                 |                                 |                                 |         |  |             |             |             |             |

Nota: O esquema usado acima é usado somente para uma visualização melhor dos confrontos. Todos os confrontos desta fase são sorteados e não seguem a ordem mostrada.